# کاروانسرای کاظم‌آباد
کاروانسرای کاظم‌آباد مربوط به دوره قاجار است و در شهرستان ورامین، شرق جاده اصلی پیشوا به قلعه بلند واقع شده و این اثر در تاریخ ۱۲ بهمن ۱۳۸۱ با شمارهٔ ثبت ۷۴۳۷ به‌عنوان یکی از آثار ملی ایران به ثبت رسیده است.